# Palmengarten (Leipzig)

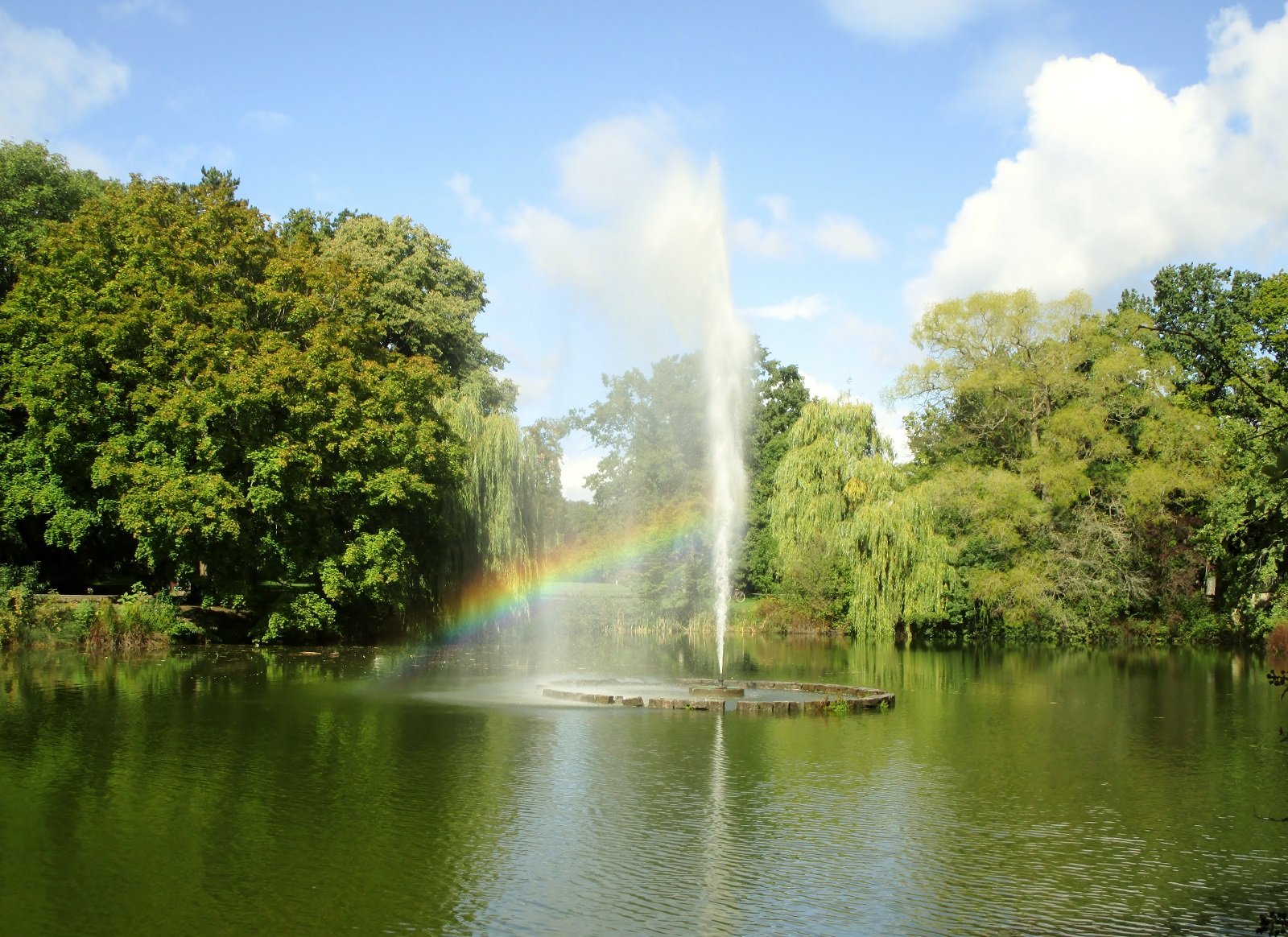
Fontäne im Palmengarten mit Regenbogen

Der Palmengarten ist eine 22,5 Hektar große Parkanlage in Leipzig-Lindenau.

## Lage
Der Palmengarten liegt etwa zwei Kilometer westlich des Leipziger Stadtzentrums. Er wird im Norden von der Jahnallee, im Osten vom Richard-Wagner-Hain, im Süden von der Karl-Heine-Straße und im Westen von der Kleinen Luppe und der Bowmanstraße begrenzt. Bis zu seiner Verfüllung um 1920 bildete das Kuhburger Wasser anstelle der Bowmanstraße die Westgrenze des Leipziger Palmengartens.

## Geschichte

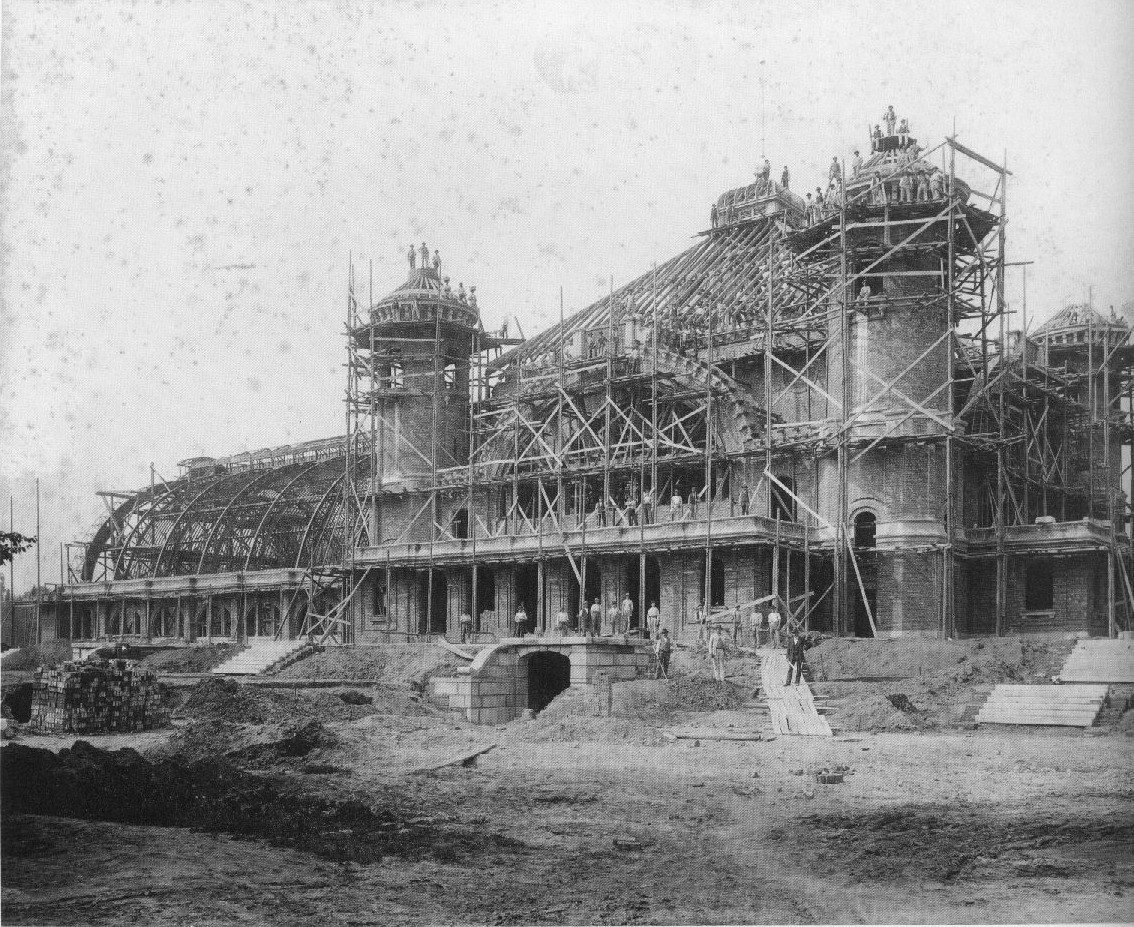
Bau des Gesellschaftshauses im Palmengarten.

Das Gelände des Parks am Westufer der Elster-Pleiße-Aue war ursprünglich Bestandteil des Leipziger Auenwaldes. Nachdem im Jahr 1893 im Nordteil des späteren Parks anlässlich des 50-jährigen Bestehens des Leipziger Gärtner-Vereins die Internationale Gartenbauausstellung stattfand, wurde ein Wettbewerb zur Schaffung eines Palmengartens nach Vorbild des Frankfurter Palmengartens ausgeschrieben. Der Wettbewerb wurde von dem Frankfurter Gartentechniker Eduard May gewonnen. Der Lindenauer Gärtnereibesitzer Otto Moßdorf, der bereits das Gelände der Gartenbauausstellung gestaltet und im Wettbewerb den zweiten Platz belegt hatte, wurde anschließend mit der Umsetzung des Siegerentwurfs beauftragt. Zur Realisierung des Projekts wurde 1896 eine Aktiengesellschaft gegründet, die das Hauptgelände von der Stadt pachtete und den südöstlich gelegenen Ritterwerder – den späteren Klingerhain – kaufte.

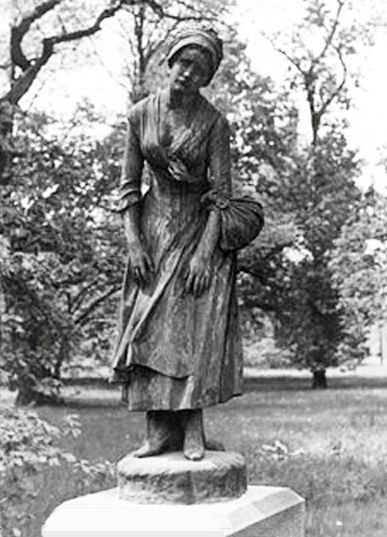
Statue Manon Lescaut

Am 29. April 1899 wurde der Palmengarten mit einer Festrede des Oberbürgermeisters Otto Georgi feierlich eröffnet. Er war zunächst als „vornehmste Erholungsstätte Leipzigs“ nur den „höheren Kreisen“ vorbehalten. Namensgebend für den Park und zugleich Besuchermagnet war das Gesellschafts- und Konzerthaus nach Entwürfen des Leipziger Architekturbüros Schmidt & Johlige. Dieses befand sich im nordöstlichen Teil des Parks. Südlich davon befand sich in unmittelbarer Nachbarschaft das Palmenhaus, das auf einer Innenfläche von 1.280 m² Palmen und andere tropische Pflanzen beherbergte. Südöstlich des früheren Gebäudeensembles befindet sich ein 11.050 m² großer Teich. In seinem nördlichen Teil befindet sich eine Insel, die vom Hauptweg des Parks gequert wird. Am Ostufer des Teiches befindet sich seit 1897 ein gusseiserner Pavillon, der während der Sächsisch-Thüringischen Industrie- und Gewerbe-Ausstellung zunächst im König-Albert-Park stand. Von 1900 bis zu ihrem Abbau für die Metallspende des deutschen Volkes 1942 stand im Park die Bronzestatue Manon Lescaut des französischen Bildhauers Antonin Mercié (1845–1916).
Am 15. Oktober 1901 ereignete sich im großen Saal des Gesellschaftshauses ein folgenschweres Unglück. Während eines öffentlichen Konzertes löste sich ein mehrere Meter langer und etwa 50 Kilogramm schwerer Stuckstreifen von der Decke und fiel aus 14 Metern Höhe auf die Konzertbesucher herab. Dabei wurde eine 16-jährige Stettinerin getötet und zwei Leipziger Konzertbesucherinnen verletzt. In den folgenden Jahren kam es zu Klageerhebungen der beiden Leipzigerinnen gegen die Aktiengesellschaft des Palmengartens, die Architekten Arthur Johlige und August Hermann Schmidt, die Stadt Leipzig (als baupolizeiliche Aufsicht) und gegen Hermann Knauer als Geschäftsführer des ausführenden Berliner Bauunternehmens Boswau & Knauer. Die Prozesse fanden am Landgericht Leipzig und am Oberlandesgericht Dresden statt, die Revisionen am Reichsgericht. Teilweise wurden die Klagen zurückgewiesen, teilweise die Prozesse durch Vergleiche beendet.
Im Gesellschaftshaus des Palmengartens wurde am 13. Februar 1909 der Richard-Wagner-Verband Deutscher Frauen gegründet. 1921 wurde das Gelände von der Stadt Leipzig übernommen. Aus finanziellen Gründen wurde der Palmengarten 1936 auf das Gebiet nördlich der Elster verkleinert. Dazu wurde die bis dahin an der Plagwitzer Straße bestehende Mauer abgebrochen und hinter der Klingerhainbrücke ein Kassenhäuschen errichtet. Damit war der Klingerhain frei zugänglich. Da im Jahr 1940 auf dem Gelände des Palmengartens die Gutenberg-Reichsausstellung stattfinden sollte, wurden das Gesellschafts- und Palmenhaus am 10. Januar 1939 gesprengt. Der Ausbruch des Zweiten Weltkriegs verhinderte schließlich die Durchführung der Ausstellung.
1955 wurde der Palmengarten mit dem König-Albert-Park, dem Johannapark und dem Scheibenholzpark zum Clara-Zetkin-Park zusammengefasst. Seit April 2011 trägt der Park auch offiziell wieder den alten Namen Palmengarten.
Der Palmengarten beherbergt eine Vielzahl dendrologisch wertvoller und besonderer Gehölze, die zu großen Teilen aus der 1960 aufgelösten Baumschule des Botanischen Gartens stammen.
Im Oktober 2009 öffnete das Revuetheater Am Palmengarten mit einem Saal für bis zu 150 Personen; es entstand durch Umbau des unter Denkmalschutz stehenden Gebäudes einer Gastankstelle aus dem Jahr 1944. Im März 2018 stellte das Theater seinen Spielbetrieb ein.

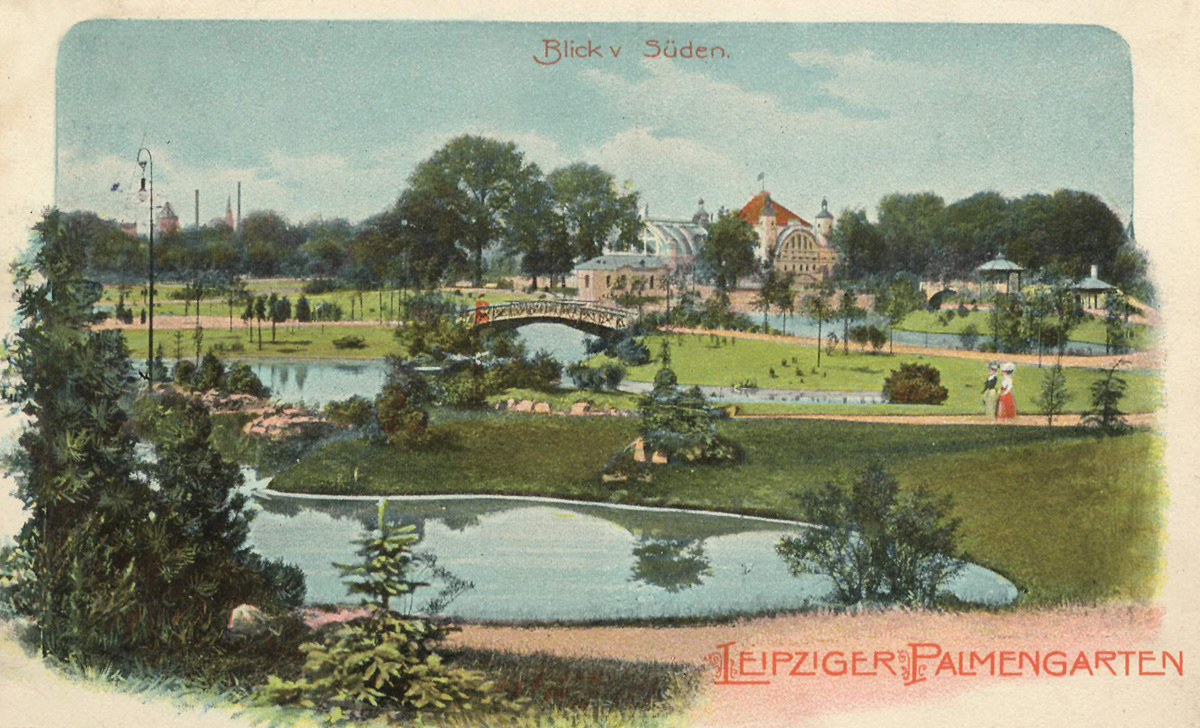
Historische Ansicht des Leipziger Palmengartens auf einer Postkarte
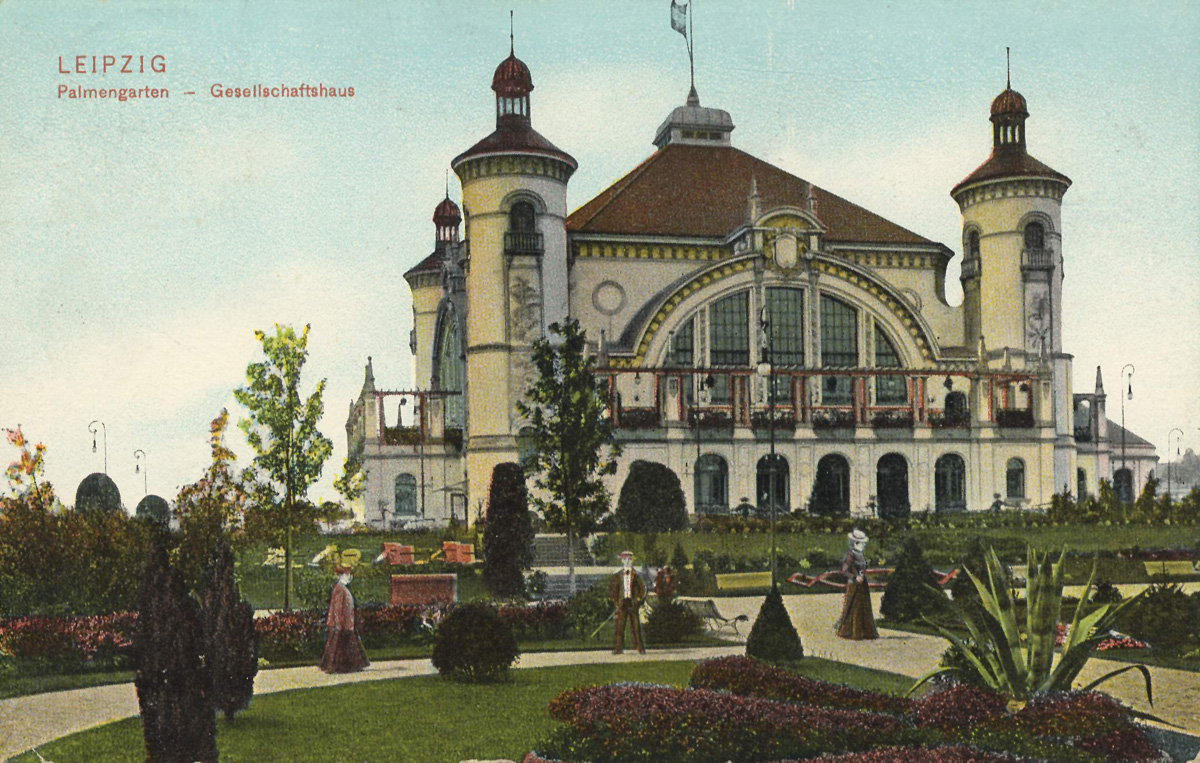
Ehemaliges Gesellschaftshaus um 1900 auf einer zeitgenössischen Postkarte
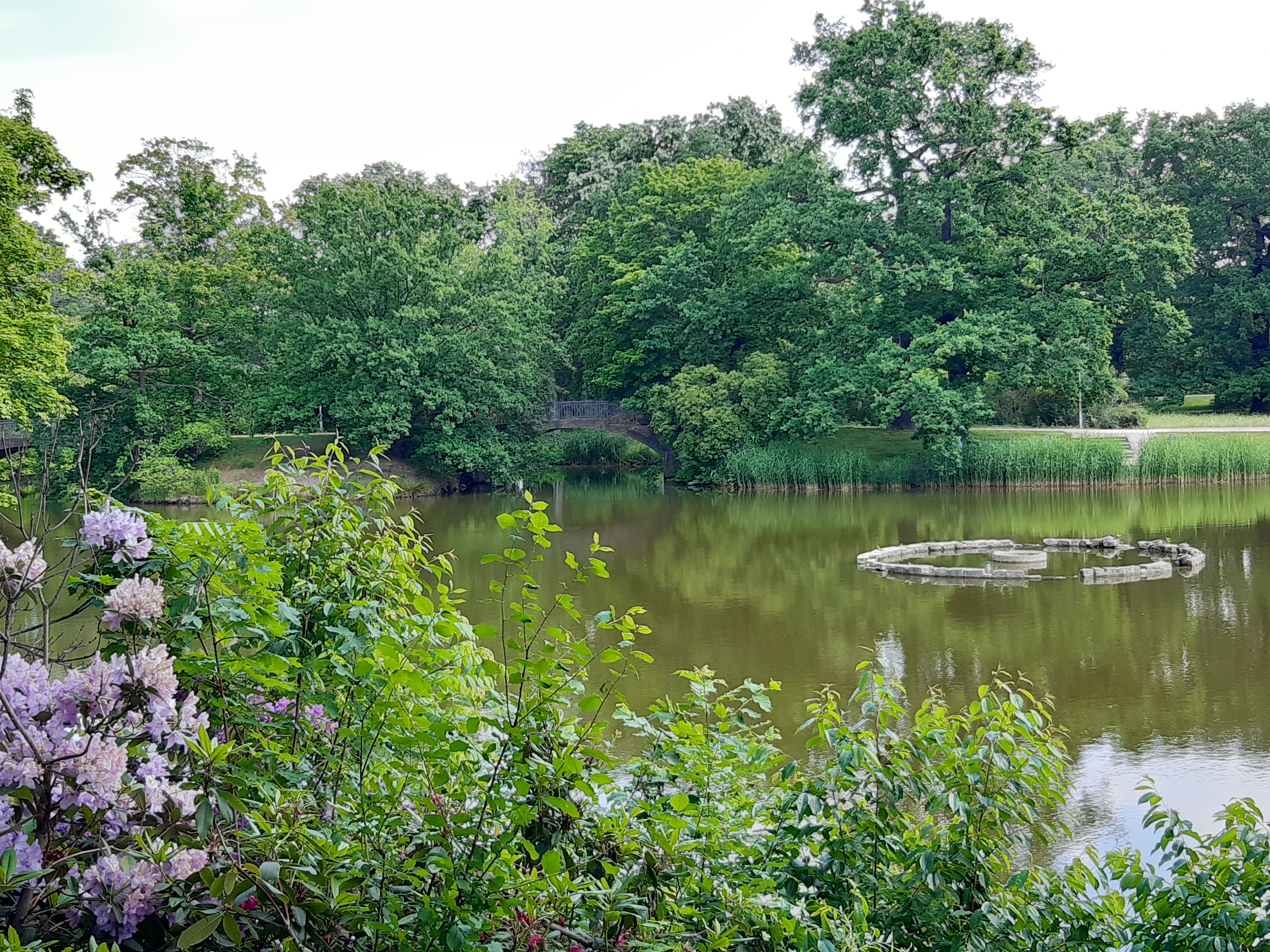
Im Palmengarten (2024)
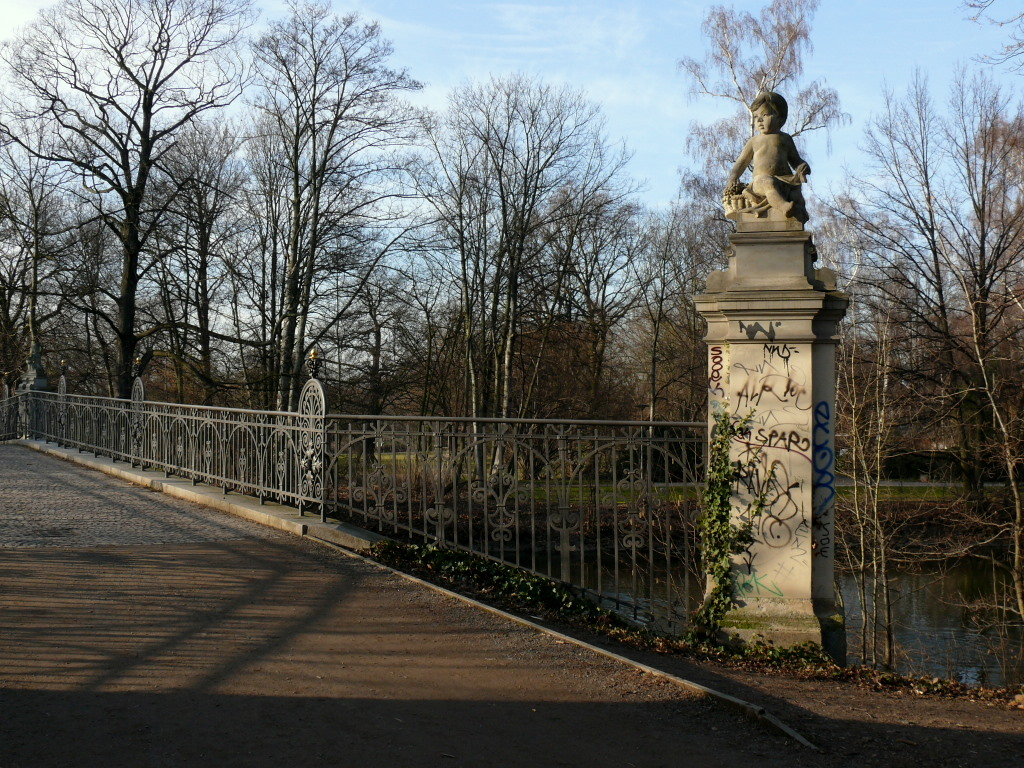
Elsterbrücke im Palmengarten (2008)
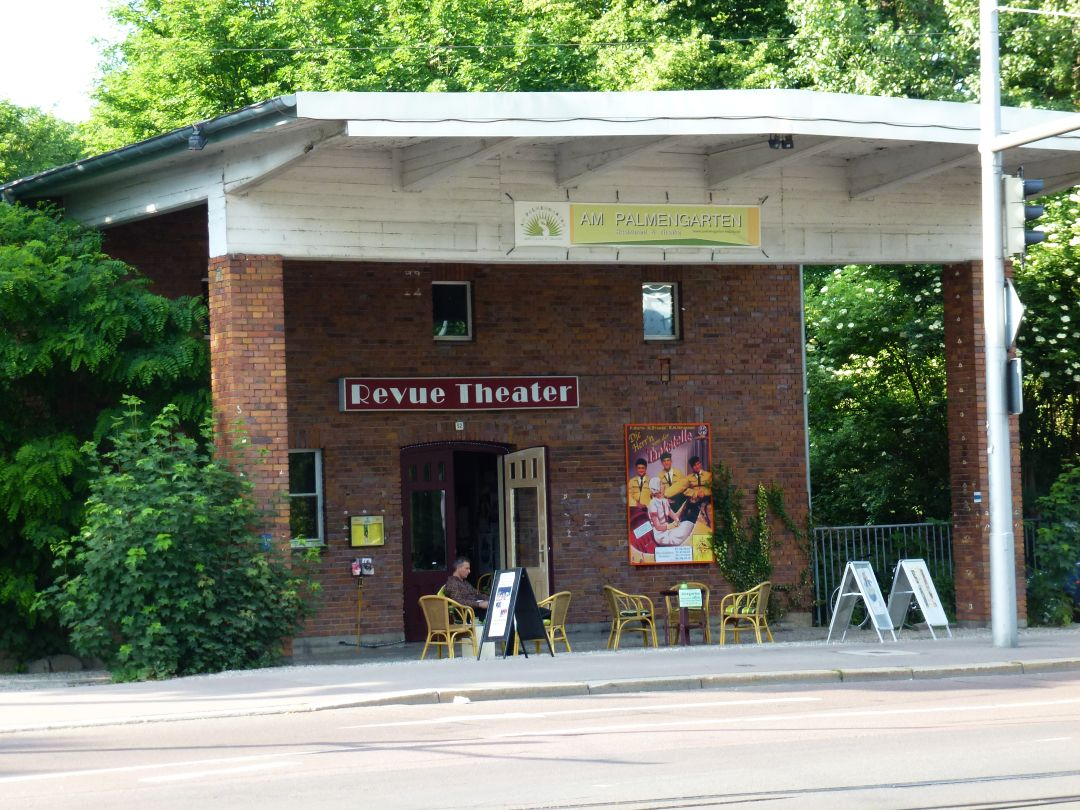
Revuetheater Am Palmengarten (2012)

## Sonstiges
Nach dem Palmengarten benannt sind die „Schule am Palmengarten“ (ehemals: Max-Klinger-Schule) sowie ein Gebäudekomplex „Palmengarten-Palais“ mit dem Capa-Haus. Beide liegen am Rand des Palmengartens.